# Тингвалла (стадион)
Стадион «Тингвалла» (швед. Tingvalla isstadion) — спортивное сооружение в Карлстаде, Швеция. Сооружение предназначено для проведения матчей по хоккею с мячом. Арену для домашних игр использует команда по хоккею с мячом — Болтик. Трибуны спортивного комплекса вмещают 5 000 зрителей.
Открыта арена в 1967 году.
Инфраструктура: искусственный лёд.

## Информация
Адрес: Карлстад, Stadionvägen, 4 (Karlstad)